# ود العباس
مدينة ودالعباس هي إحدى مدن ولاية سنار  وتقع علي الضفة الشرقية للنيل الأزرق شمال مدينة سنار،  أسسها الشيخ محمد علي ودالعباس الذي أتى من منطقة وهيب بالشمالية حيث كان رجل علم وقرآن.
بدأ بتأسيس منطقة لتعليم القرآن الكريم قوامها بعض الأسر والتي غدت فيما بعد مدينة لها شأن عظيم بولاية سنار فتجارها هم المتحكمون في الحركة التجارية بسنار.
مدينة ودالعباس بها مستشفى متكامل وجميع المراحل التعليمية حتى الجامعية (يوجد فرع لجامعة سنار بالمدينة وكلية الصحة) كذلك بها مركز للشرطة ورئاسة معتمدية الريف الشرقي ومكتب تعليم الريف الشرقي وكذلك سوق تأريخي منذ زمن الإنجليز.
مدينة ود العباس الواقعة بولاية سنار قرية في ثوب مدينة، اشتهرت تاريخيا ومنذ عهد الاستعمار كمركز تجاري كبير ومنارة دينية لها أثرها في كل بقاع السودان، كما اشتهرت بإنتاج القرع (البخس) في الماضي، حيث كانت من مصدري هذه السلعة الهامة والتي تستخدم في عدة أشياء في ذلك الوقت كإناء لشرب الماء واللبن وتجهيز اللبن الرائب والذبدة والسمن البلدي وأيضا كحافظ للطعام والإغراض.
ومما يوثر عنها القول الشائع والذي اشتهرت به (قرع ود العباس... عشرة بقرش ومائة هوادة) وهذا من باب الوفرة... وهي من أذكى وأروع أساليب التسويق في الاقتصاد.
وقرع ودالعباس مثلٌ سارت به الركبان في الإتجاه المعاكس، والقرع المُر هو القرع (البروس) الذي تُصنع منه (الدُوان - المناقير - البُخاس? الكأسات) وكلها اوانى وادوات تقليدية كانت وماتزال تستعمل في شرب الماء والروب في الريف.
ود العباس لها في التاريخ جذور وفي الجغرافيا موقع وفي السياسة رواد وفي التعليم قادة وفي الاقتصاد جهابذة وفي الدين اعلام ومشايخ وكرامات.
اوستضافت الفقيه العالم محمد على ود العباس رجل العلم والدين والذي قدم من الشمال من قرية وهيب، واشتهرت القرية بعد حضوره لها حيث إنشاء خلاوى ومسيد باسمه (ود العباس) وقد نال العلم وحفظ القران على يديه عدد من المشايخ الثقاة أمثال الشيخ عبدا لله ود العباس بغرب السودان والذي أخذ اسمه انتساباً للقرية.
مدينة ود العباس يسكنها مزيج من القبائل المتعايشة منذ القدم فهناك الجعليون والمحس والشوايقة والنوبة ومزيج من العرقيات المختلفة من الشمال والشرق والغرب ونسبة للنسب والتزاوج بينها أصبح معظم السكان يربط بينهم رابط قوى وكأنهم من سلالة واحدة وعرق واحد.
ودالعباس هي الاخت الكبرى لجميع قرى شرق سنار.. يجمعهم سوقها، الذي يتبادلون منافعه.. ويوم سوق ود العباس يوم توسعة على جميع أهل القرى المجاورة..
ومحلية ود العباس تمتد في مساحة تبدأ من خشم الخزان جنوبا وحتى ظلط القضارف- مدنى شمالا ومن الضفة الشرقية للنيل الأزرق غربا وحتى حدود ولاية القضارف شرقا،
والمحلية تزخر بكل أنواع النشاط الزراعى (الجروف - الحواشات - البلدات - البساتين) وبها ثروة حيوانية ضخمة، وانسان المحلية يتحرك في نشاطه ما بين الزراعة والرعى وتربية الماشية والتجارة.
و ترقد مدينة ود العباس على الضفة اليمنى من النيل الأزرق وبها ثلاثة مشروعات زراعية (ود العباس، الخيرات، عصار) وقد اكتملت معظم المرافق العامة بها وتضم عدد من المدارس الأساس والثانوي بشقيها البنات والبنين ومستشفى تخصصي ونادي رياضي على مستوى من التأسيس والنشاط وتمثل ود العباس قوة اقتصادية هامة حيث يمتهن عدد كبير من السكان التجارة بسوق مدينة سنار والمدن المختلفة وبها عدد مقدر من المغتربين والمهنيين والدستورين وتلعب دور اجتماعي كبير حيث تعتبر مركز إشعاعي للتواصل بين قرى وحلال المنطقة.
وفي النشاط الرياضي يعتبر نادي ود العباس من اعرق الأندية في اتحاد سنار لكرة القدم حيث شارك في معظم الدورات الرسمية والودية في نشاطه وسبق له أن شارك في دوري كاس السودان وتشهد له جماهير سنار بقوة الأداء والمتعة الكروية حيث تعاقب عليه أجيال من اللاعبين الذين سجلوا تاريخا وحاضرا للنادي بخارطة الكرة بسنار وقدمت ود العباس نخبة من أبنائها في شتى المجالات

## د.عمر عثمان عبد العزيز يسألونك عن ودالعباس
د. أحمد الزبير ودالعباس 
1. ↑  عارف، فريق موسوعة (9 مايو 2023). "ود العباس (مدينة)". مؤرشف من الأصل في 2024-08-07. {{استشهاد بدورية محكمة}}: الاستشهاد بدورية محكمة يطلب |دورية محكمة= (مساعدة)
2. ↑  UNDP، NSDDRC-SC (27–29 أبريل 2010). "Socio-economic and opportunity mapping Assessment report for Sinnar State Joint mission (NSDDRC-SC/ UNDP)" (PDF). Socio-economic and opportunity mapping Assessment report for Sinnar State Joint mission (NSDDRC-SC/ UNDP). مؤرشف من الأصل (PDF) في 2024-08-07. اطلع عليه بتاريخ 2024-08-07.
3. ↑  Ali Osman: Islamic Archaeology in the Sudan. In: Martin Krause (Hrsg.): Nubische Studien. Tagungsakten der 5. Internationalen Konferenz der International Society for Nubian Studies Heidelberg, 22.–25. September 1982. Philipp von Zabern, Mainz 1986, S. 354–356, Plan S. 358